# Trzmielojad prążkowany
Trzmielojad prążkowany (Pernis celebensis) – gatunek ptaka drapieżnego z rodziny jastrzębiowatych (Accipitridae). Jest endemitem Indonezji – występuje tylko na Celebesie i sąsiednich mniejszych wyspach (m.in. Muna i Banggai).
SystematykaJest to gatunek monotypowy. W starszym ujęciu systematycznym za podgatunek P. celebensis uznawano zamieszkującego Filipiny trzmielojada krótkoczubego (P. steerei), który zyskał status osobnego gatunku.
Ekologia i zachowanieZamieszkuje lasy i ich obrzeża oraz obszary częściowo wykarczowane. Nie migruje, jedynie osobniki młodociane opuszczają swe rodzinne terytoria i rozpraszają się. Żywi się pszczołami, ich larwami i miodem, niekiedy także ptakami.
StatusMiędzynarodowa Unia Ochrony Przyrody (IUCN) uznaje trzmielojada prążkowanego za gatunek najmniejszej troski (LC – least concern) od 2014 roku, kiedy to dokonano podziału taksonomicznego P. celebensis. Liczebność populacji nie została dokładnie oszacowana, ale jej trend uznaje się za spadkowy w związku z postępującym niszczeniem siedlisk.